# Vincenzo Toschi
Vincenzo Toschi (11 dicembre 1894 – ...) è stato un militare e agente segreto italiano.
Forse per la natura della sua attività di agente segreto del colonnello Vincenzo Toschi, pur citato in diverse pubblicazioni e in atti pubblici, si hanno poche informazioni personali, in particolare le generalità. Si conosce la data di nascita, 11 dicembre 1894, mentre da alcune fonti risulterebbe aver collaborato con il SOE britannico durante la Campagna d'Italia.

## Biografia
Col grado di sottotenente del Regio Esercito partecipa alla prima guerra mondiale, nel corso della quale è decorato con la Medaglia di Bronzo al Valor Militare per i combattimenti sul San Michele (Quarta battaglia dell'Isonzo) nel 67º Reggimento fanteria. Transitato nei carabinieri e quindi all'intelligence militare, nel 1941 è nominato dal generale Cesare Amè (comandante del Servizio fino al luglio 1943) capo dell'Ufficio "Bonsignore", unità di controspionaggio.
Dopo l'arresto di Mussolini (25 luglio 1943) si occupa di indagare sull'attività di cellule fasciste ancora operanti, malgrado la fine del Regime.
Col grado di colonnello, serve alle dipendenze del generale Giacomo Carboni (Direttore del SIM dal 25 luglio al 10 settembre 1943) dal quale, il 10 settembre, riceve l'ordine di passare i clandestinità e di riunire militari allo sbando per creare una rete che resista all'occupazione o un "bureau per la Difesa di Roma" come lo ha definito lo storico Alain Guérin. Il 15 settembre Toschi ha già radunato un piccolo gruppo di soldati del disciolto Regio Esercito, una formazione legata al Fronte militare clandestino (Banda Toschi, nota anche come Banda dei Sette Comuni) che opera lungo la via Flaminia e che già il 19 settembre '43 fa saltare un convoglio di munizioni a Poggio Mirteto.
In seguito alla ricostituzione del SIM (24 ottobre 1943) a Brindisi sotto l'egida del colonnello Pompeo Agrifoglio, torna nella rinata agenzia.
Nel dopoguerra sarà convocato dalla Commissione d'Inchiesta per la Mancata Difesa di Roma nel 1949 per essere ascoltato sulla dinamica delle vicende occorse nella Capitale, fra la proclamazione dell'Armistizio e la resa delle forze italiane alle ore 16 del 10 settembre 1943.
Come sopra accennato, risulterebbe aver collaborato con lo Special Operations Executive, organizzazione dell'intelligence britannica.